# アジアティックボーイ
アジアティックボーイ（Asiatic Boy、エイジアティックボーイとも表記）とはアルゼンチンで生産された競走馬である。
2007年にドバイ三冠をすべて制し、史上初のドバイ三冠馬となった。
南アフリカ共和国のマイケル・デコック厩舎に所属していたが、南アフリカ共和国でのレース出走経験は無い。

## 経歴
※馬齢は南半球表記とする。

### 2005年 / 2006年（2歳）
アルゼンチンのロベルト・ペレガッタ厩舎に所属し、競走馬デビュー戦となった2006年2月18日のメイドン競走は2着、続く3月18日のメイドン競走を制してデビュー2戦目で初勝利を挙げた。そして次走は重賞及びG1競走初挑戦となる5月20日のアルゼンチングランクリテリウムに出走したが2着だった。レース後は休養に入り、休養中にシェイク・ムハンマド・ビン＝ハリーファ・アール＝マクトゥームにトレードされたことに伴い南アフリカ共和国のマイケル・デコック厩舎へ転厩した。

### 2006年 / 2007年（3歳）
休養を終えてドバイに遠征し、転厩後初戦の2007年1月8日に行われた一般競走ではウェイチョン・マーウィングが騎乗してレースを制し、転厩後初勝利を挙げた。続くドバイ三冠競走第1戦目となる2月9日のUAE2000ギニー（G3）はジョニー・ムルタに乗り替わってレースを制し、重賞競走初勝利を挙げた。続くドバイ三冠競走第2戦目となる3月1日のアルバスタキヤ（準重賞）は再びマーウィングが騎乗して2着となったビクトリーテツニーに7馬身差をつけてレースを制し、ドバイ二冠馬となった。そしてドバイ三冠競走第3戦目となる3月31日のUAEダービー（G2）も制し、史上初のドバイ三冠馬となり、レース後は休養に入った。

### 2007年 / 2008年（4歳）
休養を終えてイギリスに遠征し、実戦復帰戦となる2007年8月1日のサセックスステークスに出走したが4着、続く8月21日のインターナショナルステークスでは、ジェイミー・スペンサーが騎乗して出走したが5着だった。その後は休養を挟んで再びドバイに遠征し、2008年1月24日のアルシンダガスプリント（G3）に再びムルタを鞍上に迎えて出走し、レースを制し重賞競走3勝目を挙げた。以降ムルタが主戦騎手となり、続く3月1日のバージナハール（G3）は3着、そして迎えた3月29日のドバイワールドカップでは、カーリンに敗れたが2着となった。その後は休養に入りシーズンを終えた。

### 2008年 / 2009年（5歳）
休養を終えて3年連続でドバイに遠征し、実戦復帰戦となった2009年2月5日のマクトゥームチャレンジラウンド2（G3）ではマイインディに敗れて3着だったが、続くドバイワールドカップの前哨戦となる3月5日のマクトゥームチャレンジラウンド3（G2）を制して重賞競走4勝目を挙げた。そして3月28日のドバイワールドカップに出走したが、12着と大敗した。その後、米国へ遠征し6月13日のスティーブンフォスターハンデキャップに出走して2着に入った。

### 2009年 / 2010年（6歳）
前走に続いてアメリカのサバーバンハンデキャップに出走、前走と実績から断然の1番人気に推されたが、ドライマティーニに大きく差し切られて再び2着に敗れた。続く9月5日のウッドワードステークスではレイチェルアレクサンドラの4着に終わった。続くジョッキークラブゴールドカップステークスでは7着と殿負けに終わった。そしてこのレースを最後に現役を引退した。

## 血統表
| アジアティックボーイの血統フォルティノ系/Swaps 4×5=9.38%（父内）、Busanda 4×5=9.38%（母内） | アジアティックボーイの血統フォルティノ系/Swaps 4×5=9.38%（父内）、Busanda 4×5=9.38%（母内） | アジアティックボーイの血統フォルティノ系/Swaps 4×5=9.38%（父内）、Busanda 4×5=9.38%（母内） | （血統表の出典）   | （血統表の出典） |
| 父 Not for Sale 1994 鹿毛                                                                   | 父の父Parade Marshal 1983 鹿毛                                                              | Caro                                                                                        | *フォルティノ      | *フォルティノ    |
| 父 Not for Sale 1994 鹿毛                                                                   | 父の父Parade Marshal 1983 鹿毛                                                              | Caro                                                                                        | Chambord           |                  |
| 父 Not for Sale 1994 鹿毛                                                                   | 父の父Parade Marshal 1983 鹿毛                                                              | Stepping High                                                                               | No Robbery         | No Robbery       |
| 父 Not for Sale 1994 鹿毛                                                                   | 父の父Parade Marshal 1983 鹿毛                                                              | Stepping High                                                                               | Bebop              |                  |
| 父 Not for Sale 1994 鹿毛                                                                   | 父の母Love for Sale 1979 黒鹿毛                                                             | Laramie Trail                                                                               | Swaps              | Swaps            |
| 父 Not for Sale 1994 鹿毛                                                                   | 父の母Love for Sale 1979 黒鹿毛                                                             | Laramie Trail                                                                               | Wildwook           |                  |
| 父 Not for Sale 1994 鹿毛                                                                   | 父の母Love for Sale 1979 黒鹿毛                                                             | Museliere                                                                                   | Malambo            | Malambo          |
| 父 Not for Sale 1994 鹿毛                                                                   | 父の母Love for Sale 1979 黒鹿毛                                                             | Museliere                                                                                   | Romina             |                  |
| 母 S.S.Asiatic 1992 鹿毛                                                                    | 母の父*ポリッシュネイビー Polish Nany 1984 鹿毛                                             | Danzig                                                                                      | Northern Dancer    | Northern Dancer  |
| 母 S.S.Asiatic 1992 鹿毛                                                                    | 母の父*ポリッシュネイビー Polish Nany 1984 鹿毛                                             | Danzig                                                                                      | Pas de Nom         |                  |
| 母 S.S.Asiatic 1992 鹿毛                                                                    | 母の父*ポリッシュネイビー Polish Nany 1984 鹿毛                                             | Navsup                                                                                      | Tatan              | Tatan            |
| 母 S.S.Asiatic 1992 鹿毛                                                                    | 母の父*ポリッシュネイビー Polish Nany 1984 鹿毛                                             | Navsup                                                                                      | Busanda            |                  |
| 母 S.S.Asiatic 1992 鹿毛                                                                    | 母の母Asian 1985 栗毛                                                                       | Damascus                                                                                    | Sword Dancer       | Sword Dancer     |
| 母 S.S.Asiatic 1992 鹿毛                                                                    | 母の母Asian 1985 栗毛                                                                       | Damascus                                                                                    | Kerala             |                  |
| 母 S.S.Asiatic 1992 鹿毛                                                                    | 母の母Asian 1985 栗毛                                                                       | Bamesian                                                                                    | Buckpasser         | Buckpasser       |
| 母 S.S.Asiatic 1992 鹿毛                                                                    | 母の母Asian 1985 栗毛                                                                       | Bamesian                                                                                    | Amalesian F-No.4-n |                  |

血統背景
- 大叔父（祖母の半弟）：スラヴィック（種牡馬）